# 테드 넬슨
테드 넬슨(Theodor Holm Nelson, 1937년 ~ )은 옥스퍼드 대학교의 사회학자이자 철학자로 하이퍼텍스트라는 개념을 처음으로 구상했다. 그로서 인터넷의 아버지로 불린다. 미국 스와스모어 대학교에서 철학 학사를 하버드 대학교에서 사회학 석사를 그리고 일본 게이오 대학에서 박사학위를 받았다. 그의 모토는 다음과 같다:
"사용자 인터페이스는 곤란에 처한 초보자가 10초 안에 이해할 수 있도록 꽤 단순해야 한다."
테드 넬슨은 또한 네 가지 격언이 자신의 삶을 이끌었다고 이야기했다. "대부분의 사람들은 바보이고, 대부분의 권위는 악의에 차 있으며, 신은 존재하지 않고, 모든 것은 잘못되어 있다." (제너두의 저주)

## 같이 보기
- 제너두 프로젝트